# モーターグライダー

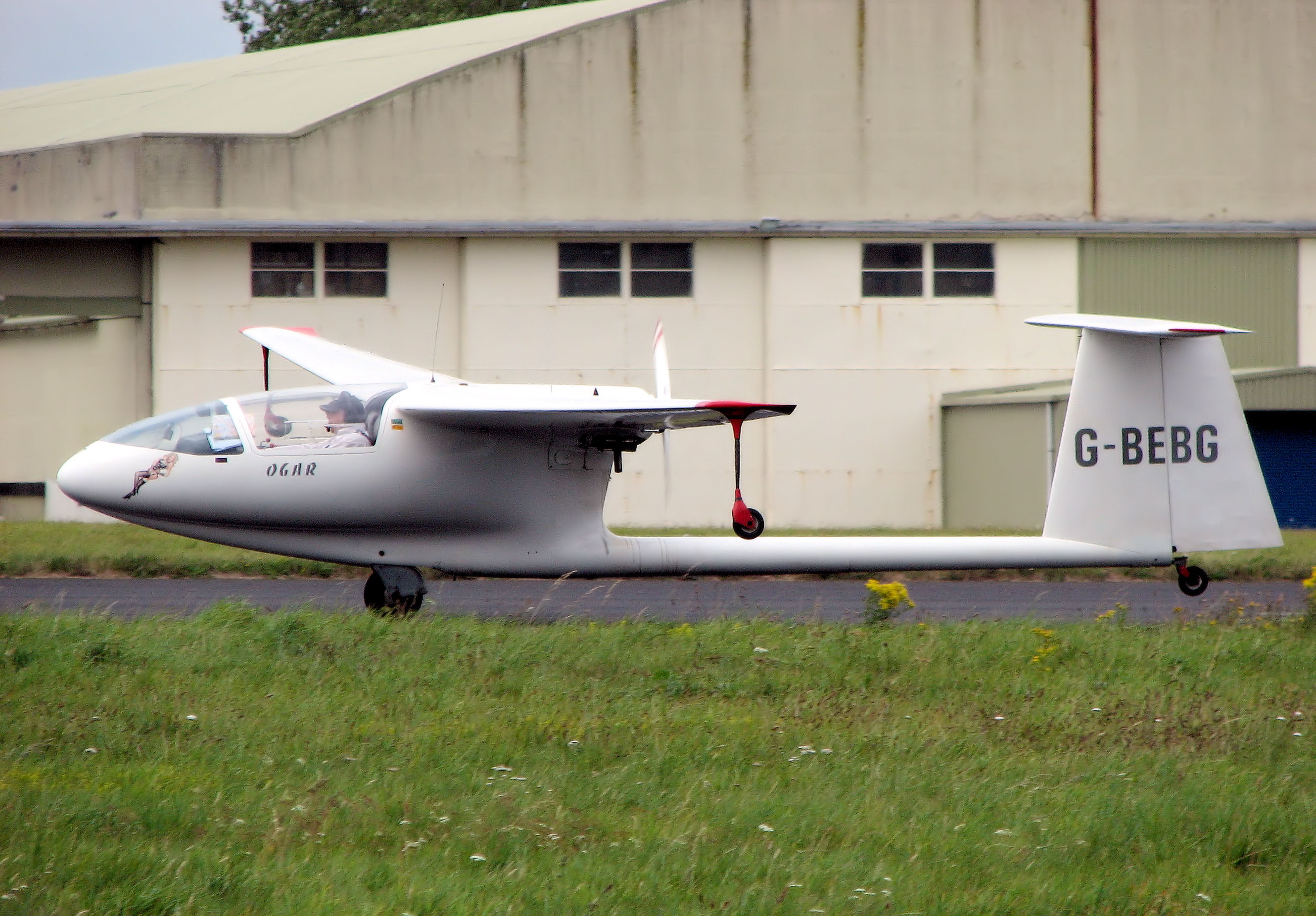
SZD-45 Ogar 1976年に製造されたポーランド製モーターグライダー

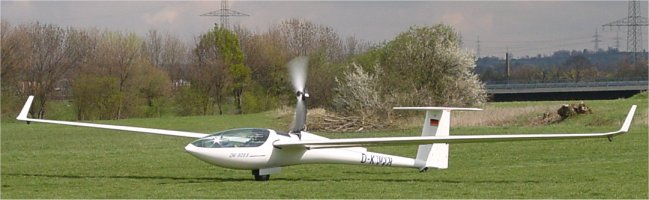
自力発航するモーターグライダー（DG-808B）

モーターグライダー（motor glider）とは動力を持ったグライダーである。日本の航空法では動力滑空機と表記される。日本では略してモグラとも呼ばれる。動力を持たないグライダーはレトロニムで、ピュアグライダーと呼ばれる。

## 概要

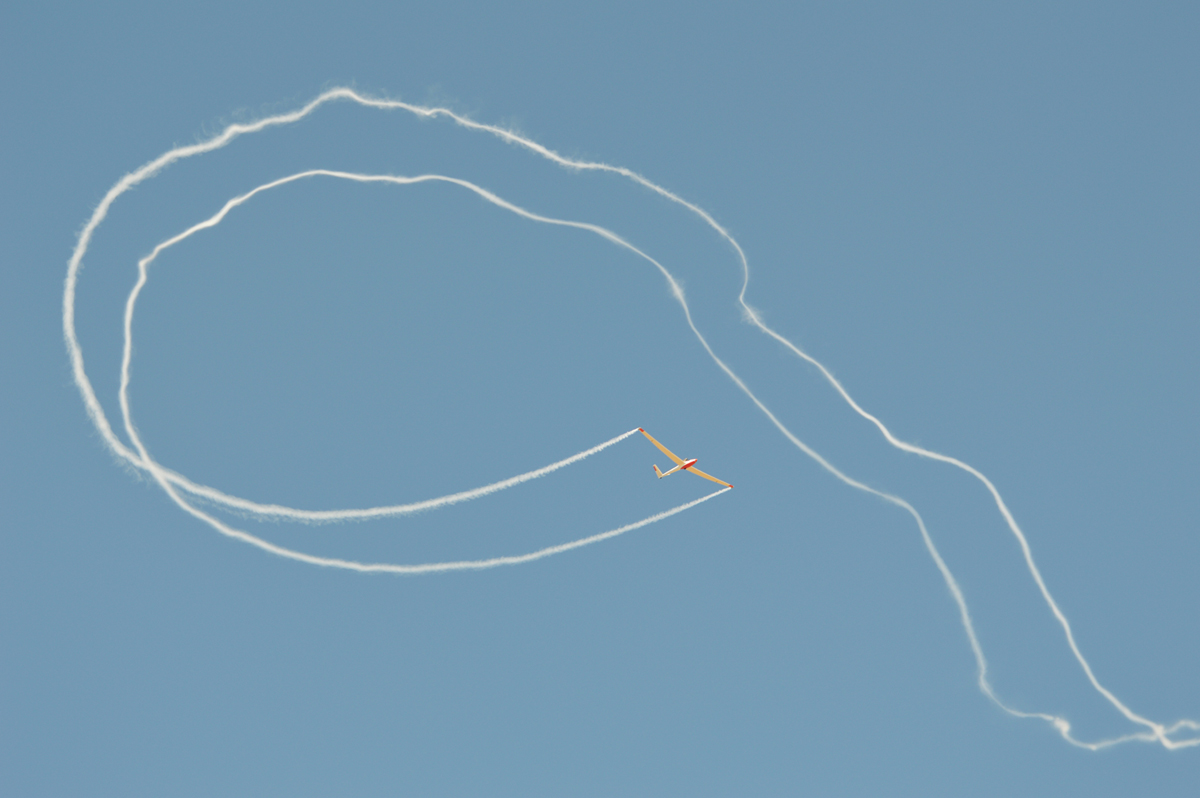
ジェットグライダーによる曲技飛行

ピュアグライダーは、動力を持った飛行機、自動車やウインチに曳航されて離陸し高度を獲得するが、上昇気流に乗れなければ数分で飛行が終わってしまう。上昇気流を見つけられない場合を考慮すると離陸した滑空場から遠出もできない。また場外離着陸場は限られており、離陸に地上の設備や他人が必要となるなど、現実の滑空は気象・地理条件、地上設備や他人の都合に大きく依存していた。
モーターグライダーはこれらの問題を解決する手段として登場した。グライダーが動力を持つため、滑空中に高度が下がってきたら再度上昇を繰り返すことで、理論上は動力が使える間は滞空し続けることが可能である。また曲技飛行の際に高度を稼ぐことも容易となった。
動力は小型のピストンエンジンでプロペラを回転させるのが一般的であるが、一部にヴァンケルエンジンや電気モーター、高級機には小型のジェットエンジンを備えたジェットグライダーもある。

## 種類
格納時の性能は、ピュアグライダーとほとんど変わらないが、重量が増加しているため性能はやや劣る。
プロペラ式の場合、小型プロペラ機のように機首にあるものや、機体上部に支柱を備えるものがある。格納式のものはプロペラや支柱を格納することで空気抵抗を軽減することが出来るが、格納機構を備えるため重量が増加する。
格納式のモーターグライダーは記録を目的とした距離飛行にも用いられ、プロペラを格納した状態で飛行し場外着陸のおそれがある場合に動力を用いて上昇し、場外着陸を避ける。動力を使った場合にはピュアグライダーとしての距離飛行の記録は認められない。
メーカーはピュアグライダーのバリエーションとして性能ごとに用意している場合も多い。

## 航行形態

### 自力発航型
他に頼らなくても離陸できるモーターグライダー。セルフランチとも呼ばれる。上空ではピュアグライダーとして飛行でき、エンジンを上空で再始動し上昇できる。地上から上昇するだけの推力を得るエンジンを必要とするため後述のサステナー機と比べ高価で、内燃機関ではバッテリーとスターターモーターを搭載するため若干重い。
ピュアグライダーと同じく車輪が中央にしかない機体が多いが、ハンドル操作可能な車輪と翼端に小さな車輪がついており、飛行機と同じ要領で発航でできる機体もある。

### サステナー
動力を再上昇のみに使うもの。ターボとも呼ばれる。自力発航型よりも軽量・安価である。
内燃機関の場合はスターターモーターではなくプロペラに当たる風を利用して始動し、出力を調整するスロットルもない機体が多い。

## 機体形状

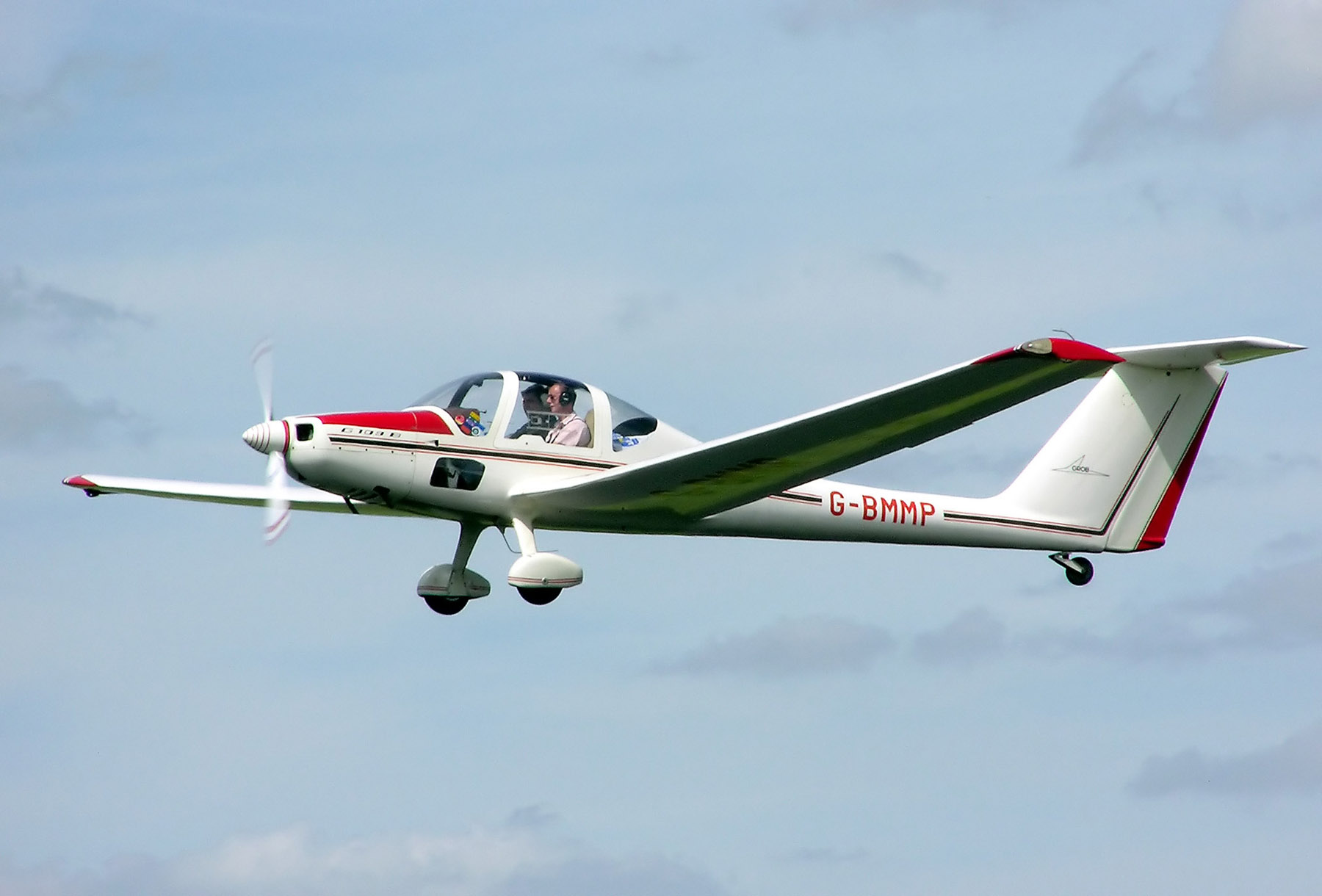
Grob G109B（TMG）

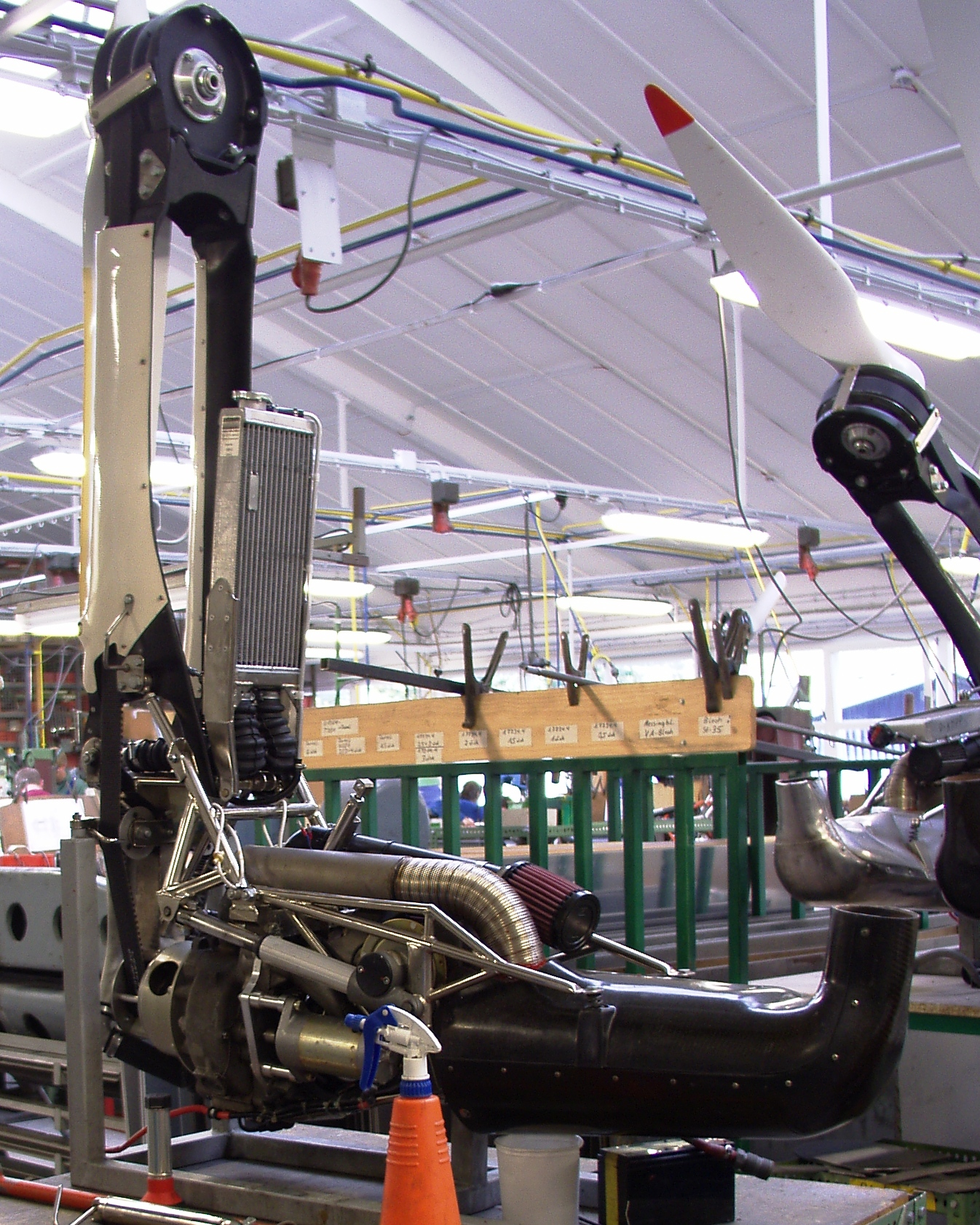
ASH 26 E（格納式）用のパワープラント。左上から反時計回りに、プロペラハブ、ベルトガイド付きのマスト、ラジエター、バンケルロータリーエンジン、マフラーカバー。

### TMG
単発プロペラ機と同じ形状でグライダー単独で発航するものはTouring Motor Gliders（TMG）と呼ばれる。
エンジンは80～100馬力程度で、巡航速度は時速150kmから200km、航続距離は600kmから1500km程である。プロペラと大きな固定脚等が空気抵抗になる為、滑空比は20から30程度とピュアグライダー（滑空比30から70程度）より悪い。
全幅は11～18m程と標準的なグライダー（15～18m）と同程度である。車輪は固定脚が多く通常の飛行機と同じようタキシングが行える。
上空でエンジンを停止した際の滑空性能を通常のプロペラ機より高めたものともいえる。
TMGの中には機体後方に曳航装置をつけられ、他のグライダーを曳航できるものもある。ただしエンジンパワーがより強力でなければならないので価格が上昇する。TMGが競技に使われることは他のグライダーを曳航する以外には滅多にない。

### 格納式
TMGは自力で上昇できる代償として滑空性能が低下しており、純粋に滑空を楽しみたい者には不評であった。このため空気抵抗を低減するためプロペラを格納できるようした機体が登場した。
格納場所は座席後方の機体上部が多い。格納状態では段差や隙間がないよう工夫されている。

## 動力

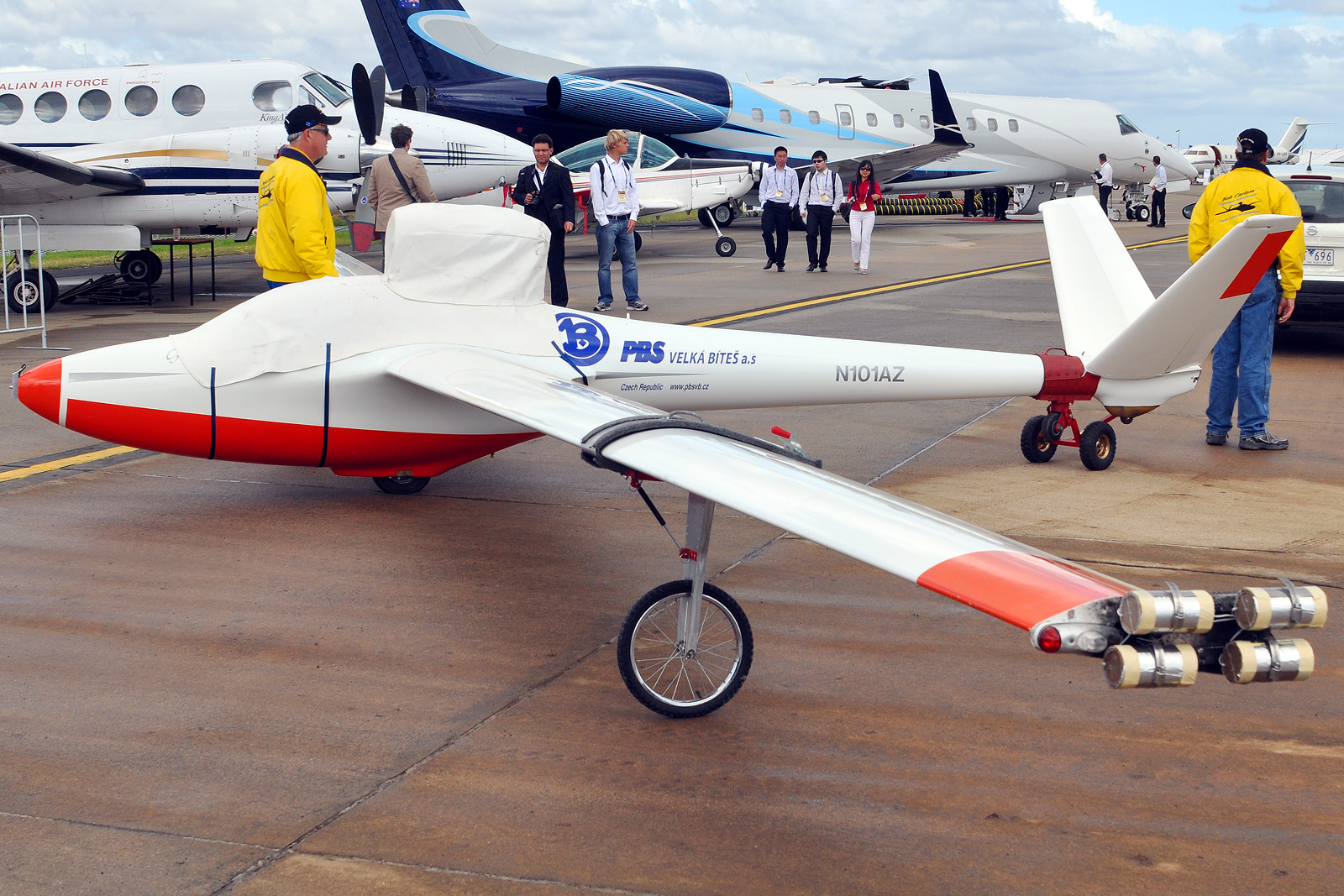
V字尾翼のジェットグライダー

### 内燃機関
モーターグライダーでは主流である。
エンジンはプロペラを支える支柱の上方についているものと、胴体内部の根元についていて、ベルト等で駆動するものがある。最近の機体では騒音と空気抵抗減少の為胴体内部についているものが多い。
プロペラは二枚のものと、格納時に重ね合わせるように中央で折りたためる3枚以上のプロペラを持ったものがある。重量軽減と省スペースを優先し1翅プロペラとした機体も存在する。

### 電動
数は少ないがプロペラを電動モーターで回すタイプも存在する。
利点としては電子制御により回転数を細かく制御できる、暖機運転が不要、反応が早い、排気ガスが発生しない、振動が少ないなどである。欠点として電池は出力が低下しても重量が変わらないためデッドウェイトとなる、電池の性能は温度の影響を受ける、軽量・高性能な電池は高価などである。
プロペラに風を当て電力回生を行うことも可能であり、小型飛行機による実験が行われている。

### ジェットグライダー
安定して動作する小型のジェットエンジンが登場したことにより、モーターグライダー用のエンジンとして使われるようになった。
プロペラ式と同じく機体上部に搭載するが、排気や気流の乱れを避けるため尾翼をV字にしている機体もある。
類似する例としては、太平洋戦争中の大日本帝国海軍は、特攻兵器として神龍などのロケット推進グライダーを開発している。

## 法律上のモーターグライダーの定義
動力を有する航空機であり工学的には飛行機の一形態と見なすことも出来る。しかし滑空が主目的であるため、操縦資格は日本を含め多くの国で滑空機と同系統であり、飛行機より手軽に取得することが出来る。
飛行機の燃料は航空用ガソリンやジェット燃料などの対応燃料の使用が法律で規定されているが、日本では自動車用ガソリンが許可されているため、飛行機より割安となる。
日本の航空法におけるモーターグライダーの定義は以下のようになっている。
- 乗員は二名以下であること。
- 最大離陸重量は850kg以下であること。
- 重量÷(全幅)2が3kg/m2を超えないこと。